# كريس تومسون (لاعب كريكت)
كريس تومسون (26 يونيو 1987 - ) (بالإنجليزية: Chris Thompson)‏ هو لاعب كريكت بريطاني.